# ريغي هوشفلو
ريغي هوشفلو (بالإنجليزية: Rigi Hochflue)‏ هو أحد جبال سلسلة جبال الألب غلاروس ويقع في كانتون شفيتس في سويسرا. يحتل المرتبة رقم 405 في قائمة جبال سويسرا من حيث الارتفاع، إذ يبلغ ارتفاعه حوالي 1698 متر، بينما يبلغ ارتفاع نتوء الجبل 508 متر.